# Cecilia Lucy Brightwell

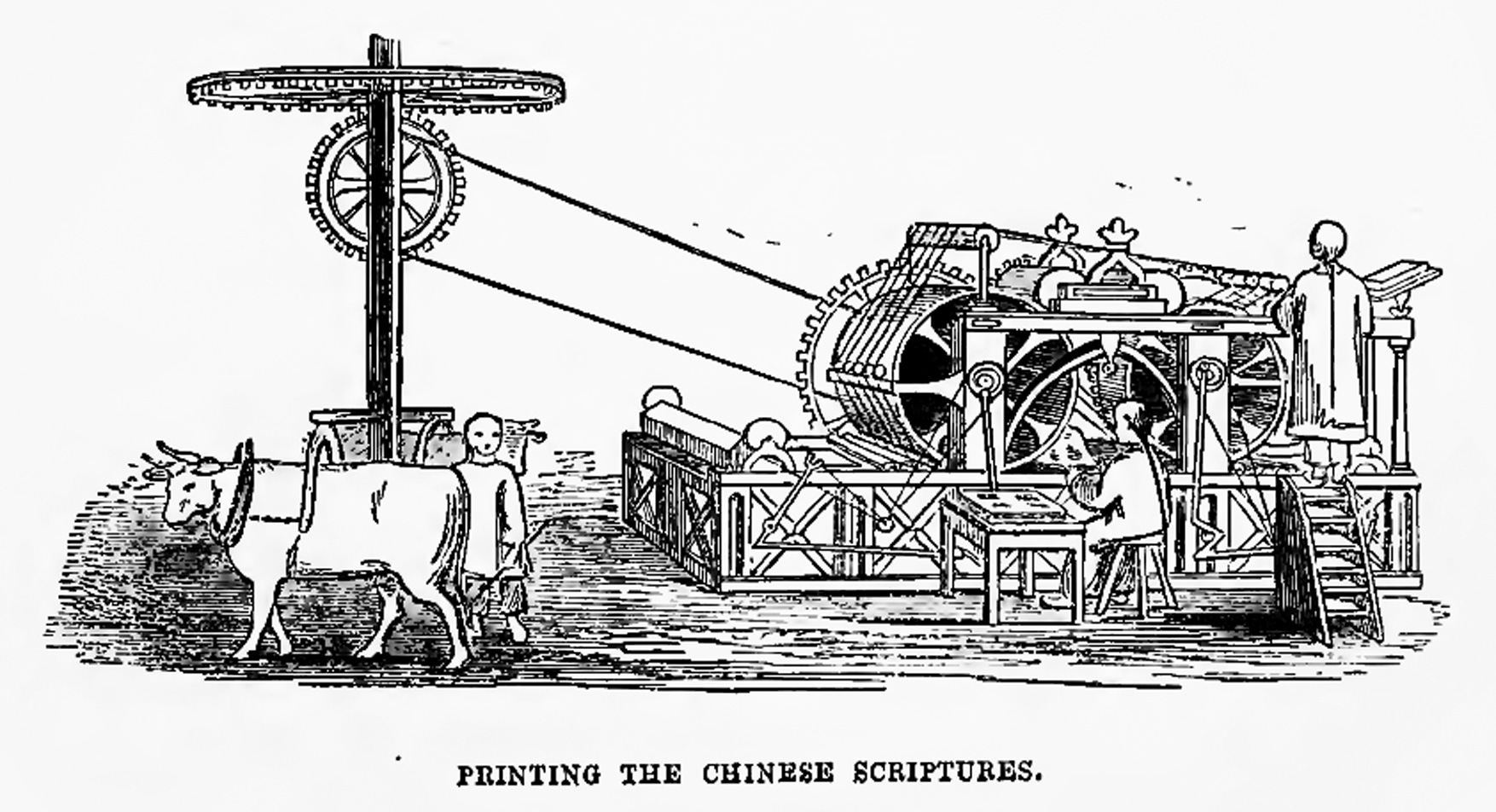
Printing the Chinese scriptures, aus: So great love: sketches of missionary life and labour, 1874

Cecilia Lucy Brightwell, meist nur Lucy Brightwell (* 27. Februar 1811 in Norwich; † 17. April 1875 ebenda), war eine britische Radiererin und Autorin, die vor allem Bände mit Kurzbiografien für junge Leute verfasste.

## Leben
Brightwell wurde in Thorpe, in der Nähe von Norwich, als ältestes Kind von Thomas Brightwell (1787–1868) und seiner ersten Frau Mary Snell (1788–1815), Tochter von William Wilkin Wilkin aus Costessey und Cecilia Lucy (Jacomb), geboren. Simon Wilkin, Brightwells Onkel, war Herausgeber der Werke von Thomas Browne. Der Vater war Anwalt und 1837 Bürgermeister von Norwich, und war nebenbei wissenschaftlich interessiert. Er war ein guter Mikroskopiker und Autor zahlreicher wissenschaftlicher Beiträge, unter anderem entdeckte er die Asplanchna brightwellii. Er veröffentlichte Notes on the Pentateuch (1840), eine Zusammenstellung mit Originalnotizen zur Naturgeschichte, und druckte 100 Exemplare von Sketch of a Fauna Infusoria for East Norfolk (1848). Bei der Vorbereitung des letztgenannten Werkes wurde er bereits von seiner Tochter unterstützt. Brightwell studierte dazu Proben unter einem starken Mikroskop, um Zeichnungen für die Illustrationen anzufertigen. Diese übertrug sie auf Lithografien, und später kolorierte sie viele der Tafeln in den einzelnen Büchern von Hand.
Brightwell lernte Radierung bei John Sell Cotman und kopierte mit hoher Präzision Radierungen alter Meister, darunter Rembrandt und Dürer. 1839 stellte sie eigene Radierungen, die allerdings nicht besonders erfolgreich waren, in Norfolk and Norwich Art Union aus. Ein fast vollständiger Satz von Radierungen, die sie mit den Initialen „CJB“ signierte, und 32 Kupferplatten befinden sich im Norwich Castle Museum and Art Gallery.
Die Familie war nonkonformistisch, Brightwell selbst tief religiös und ihre Schriften waren moralisch und mit der Absicht die Jugend zu bessern. Ihr philanthropischer Geist zeigte sich zum Beispiel in einer Spende von 180 Pfund für das Rettungsboot Brightwell, das an der Küste von Norfolk in Blakeney eingesetzt wurde. Ihre Schriften, von denen viele von der Religious Tract Society veröffentlicht wurden, waren hauptsächlich biografisch und für junge Menschen geschrieben. Das wichtigste war ihr erstes Werk, das Memorials of the Life of Amelia Opie Selected and Arranged from her Letters and Diaries and other Manuscripts (1854); ihr Vater war Opies Freund und Testamentsvollstrecker.
Nach dem Tod ihres Vaters im Jahr 1868 schrieb sie für den privaten Gebrauch Memorials of the Life of Mr Brightwell of Norwich (1869).
Brightwell heiratete nie. Einige Jahre vor ihrem Tod litt sie an einem grauen Star, an dem auch ihr Vater gelitten hatte. Sie starb 1875 in Norwich und wurde neben ihrem Vater auf dem Rosary Cemetery in Norwich beigesetzt.
Ihr Nachlass, darunter ihr Tagebuch, befindet sich in den Archiven des Norfolk Record Office in Norwich.

## Werke
Schriften
- Memorials of the Life of Amelia Opie, selected and arranged from her Letters and Diaries and other manuscripts, 1854, 2. Ausgabe 1955.
- Palissy the Huguenot Potter, a Tale, 1858, 2. Ausgabe 1877.
- Life of Linnaeus, 1858.
- Heroes of the Laboratory and Workshop, 1859, 2. Ausgabe 1860.
- Difficulties overcome: Scenes in the Life of A. Wilson, 1860.
- Romance of Incidents in the Lives of Naturalists, 1861.
- Footsteps of the Reformers, 1861.
- Bye-paths of Biography, 1863.
- Above Rubies: Memorials of Christian Gentlewomen, 1864.
- Early Lives and Doings of Great Lawyers, 1866.
- Annals of Curious and Romantic Lives, 1866.
- Annals of Industry and Genius, 1869, 2. Ausgabe 1871.
- Memorials of the Life of Mr. Brightwell of Norwich, 1869 (nur privat).
- The Romance of Modern Missions, 1870.
- Georgie's Present, or Tales of Newfoundland, 1871.
- Memorial Chapters in the Lives of Christian Gentlewomen, 1871.
- Nurse Grand's Reminiscences at Home and Abroad, 1871.
- My Brother Harold, a Tale, 1872.
- Lives of labour; or, Incidents in the career of eminent naturalists and celebrated travellers., 1872.
- Men of Mark, a Book of Short Biographies, 1873, 2. Ausgabe 1879.
- So Great Love : Sketches of Missionary Life and Labour 1874 (letzte Veröffentlichung).

Radierungen
Zu ihren veröffentlichten Radierungen gehören: zwei Ansichten von Mr. Page's House, Ely, dem ehemaligen Wohnsitz von Oliver Cromwell (in zwei Größen, von denen jedoch nur die größere veröffentlicht wurde); zwei Ansichten von Ranworth Decoy (in Lubbocks Fauna of Norfolk) und Bromeholme Priory als Frontispiz zu Green’s History of Bacton.
Das Dictionary of National Biography in der Ausgabe 1885–1900, listet alle ihre Radierungen auf:
- Kopien von Rembrandt: Mill, Long Landscape und Amsterdam.
- Kopien von Dürer: Ecce Homo (Holzschnitt und Radierung).
- Kopie eines Gemälde von Richard Wilson aus dem Besitz ihres Vaters.
- Zwölf Figurenmotive, darunter Kopien Raffael und Johann Heinrich Füssli.
- Kopie von Annibale Carracci: Holy Family.
- Kopie von Marcantonio Raimondi : Dancing Cupids.
- Zwei kleine Meerestiere nach Jacob van Ruisdael und John Sell Cotman.
- Landschaften: Bardon Hall, Leicestershire, Bradgate Hall, Leicestershire, Flordon Common, Village Street, Flordon, Graves of Ejected Ministers at Oakington, Cambridgeshire,  zwei Landschaften mit Cottages, Landschaft im niederländischen Stil und ein Schuster an seiner Werkbank.